# 2047
2047 (MMXLVII) bude běžným rokem v gregoriánském kalendáři, začne i skončí v úterý.

## Očekávané události

### Červenec
- 1. července – Vyprší padesátiletá smlouva na částečnou samostatnost Hongkongu (zásada „jedna země, dva systémy“), která začala platit při předání území Číně z rukou Británie 1. července 1997